# Automolus unipunctata
Automolus unipunctata is een soort in de taxonomische indeling van de platwormen (Platyhelminthes). De worm is tweeslachtig en kan zowel mannelijke als vrouwelijke geslachtscellen produceren. De soort leeft in zeer vochtige omstandigheden. 
De platworm komt uit het geslacht Automolus. Automolus unipunctata werd in 1826 beschreven door Fabricus.